# Maximilian Hilbert
Maximilian Hilbert OFMCap (* 19. August 1887 in Brüx, Böhmen, Österreich-Ungarn; † 7. Juni 1945 in Witoseß, Tschechoslowakei) war ein deutscher römisch-katholischer Ordensmann, Geistlicher und Märtyrer.

## Leben
Josef Hilbert trat am 17. September 1908 in den Kapuzinerorden ein und nahm den Ordensnamen Maximilian an. Am 19. April 1914 legte er die feierliche Profess ab. Am 12. Juli 1914 wurde er in Saaz zum Priester geweiht. Am Ende des Zweiten Weltkriegs war er Guardian (Oberer) des Kapuzinerklosters Saaz und wurde durch einen tschechischen Mitbruder abgelöst. Am 3. Juni 1945 gehörte er zu den rund 5000 Deutschen, die (nach dem Vorbild des Brünner Todesmarsches) von Saaz nach Postelberg getrieben wurden (bekannt als Massaker von Postelberg). Als ihn auf der Höhe des Ortes Witoseß die Kräfte verließen, wurde er im Straßengraben erschossen.

## Gedenken
Die Römisch-katholische Kirche in Deutschland nahm Pater Maximilian Hilbert als Märtyrer in das deutsche Martyrologium des 20. Jahrhunderts auf.